# Entourage de Gabrielle Solis
Cet article présente les personnages de l'entourage de Gabrielle Solis du feuilleton télévisé Desperate Housewives.

## Famille proche

### Juanita Solis
- Interprétée par : Kaili Say (4x17), Madison De La Garza (saisons 5 à 8)
- Nombre d'épisodes : 63
- Saisons : 4 à 8
- Biographie :

Juanita Solis est la fille aînée de Gabrielle et Carlos. Elle fait une très courte apparition avec sa sœur à la fin de la saison 4. Lorsque la saison se termine 5 années plus tard, Gaby monte dans sa chambre et la surprend elle et Celia, sa sœur à fouiller dans ses placards et ses maquillages. Elle apparaît à partir de la saison 5. Elle est très enrobée pour une fille de 5 ans. Elle se dispute avec Maynard Delfino dans un épisode de la saison 5. Gabrielle tente de lui faire perdre du poids en la faisant courir derrière la voiture parce que Juanita refuse de faire du sport. Il est révélé dans la saison 7 lorsqu'elle a 6 ans qu'à sa naissance une infirmière alcoolique a par erreur, échangé son bracelet avec celui d'un autre bébé : Carlos et Gaby ont donc élevé un bébé qui n'est pas le leur, tandis que leur fille biologique a été élevée par un autre couple qui ignore également l'erreur de l'infirmière. Dans la saison 7, Juanita a 7 ans. Les parents biologiques de Juanita Solis sont les Sanchez. La vraie fille de Gabrielle et Carlos se nomme Grace. Plus tard, Juanita a peur car Gabrielle l'a laissée regarder un film d'horreur, L'étranger sanguinaire, et Lee s'amuse à la terroriser pour lui faire comprendre que la fiction n'est pas la réalité!
Dans la saison 8, elle est amoureuse d'un garçon qui s'appelle Ryan mais elle manque d’être exclue de son école car à la suite de conseils de sa mère, elle a été trop directe avec lui. Dans l'épisode 16, Juanita et Celia ont un petit chat, Rufus, et Juanita manque de se tuer en allant le chercher sur le toit.

### Celia Solis
- Interprétée par : Daniella Baltodano, Karolina Villarrea et Gloria Garayua (flashbacks hypothétiques, 6x11)
- Nombre d'épisodes : 49
- Saisons : 4 à 8
- Biographie :

Celia Solis est la fille cadette de Gabrielle et Carlos. Elle fait une très courte apparition à la fin de la saison 4, qui se termine par un aperçu de 5 ans dans le futur, Gaby la surprend avec sa sœur dans ses placards. Elle apparaît, âgée de 4 ans, dans la saison 5, moins fréquemment que sa sœur, et elle ne parle pas beaucoup. En fait, excepté dans l'épisode "What If" (lorsque son personnage est projeté quelques années dans le futur), on ne l'entend pas dire plus de trois ou quatre mots de tous les épisodes. Dans la saison 6, elle a 5 ans et échappe de peu à la mort lors du crash d'un avion sur Wisteria Lane. C'est Lynette Scavo qui la sauve. Dans la saison 7, elle a 6 ans, et il ne se passe rien d'anormal pour elle. Dans la saison 8, son principal confident est le chat Toby.

## Famille étendue

### Lucia Marquez

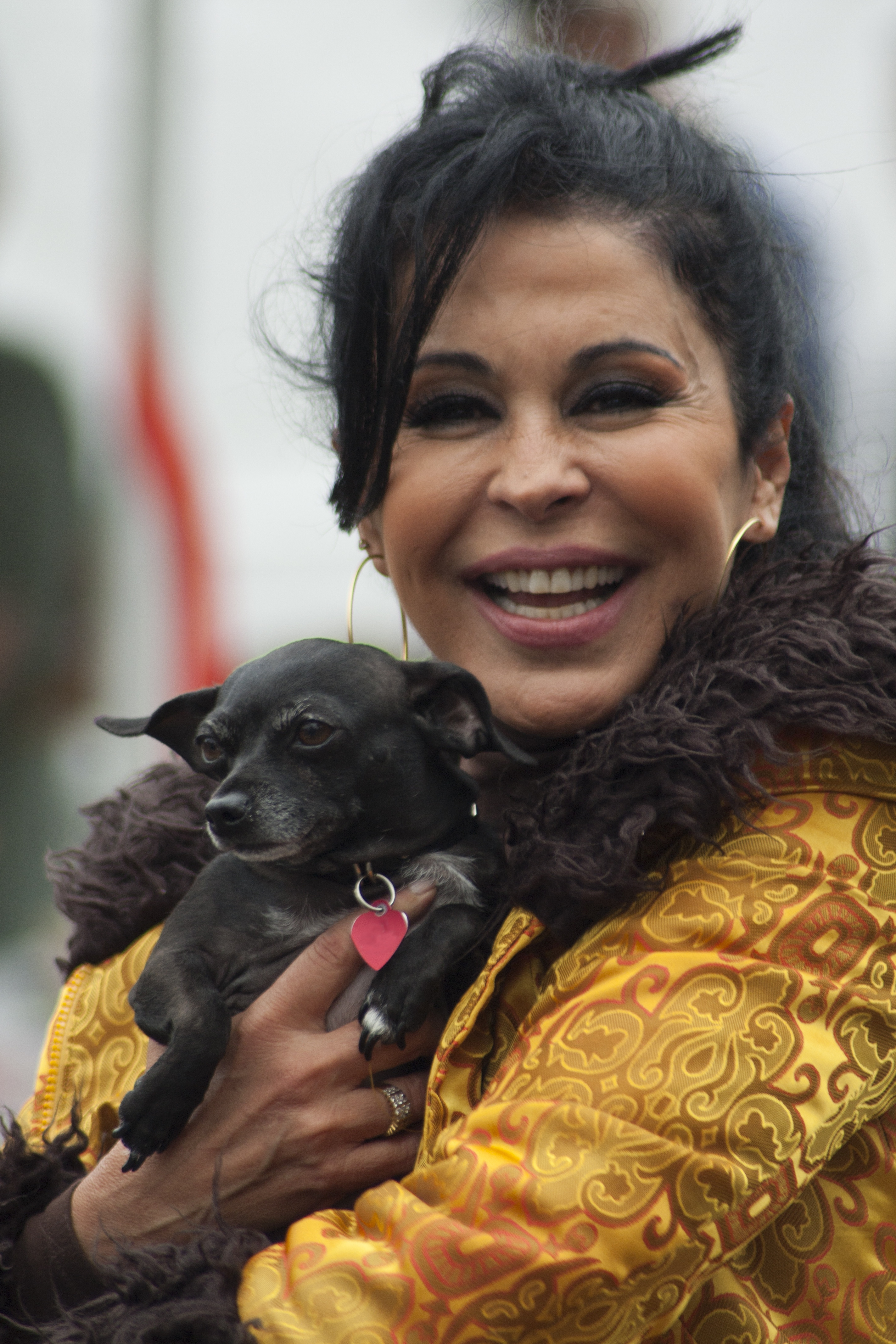
Maria Conchita Alonso, interprète de Lucia Marquez

- Interprétée par : Maria Conchita Alonso
- Comédienne de doublage (VF) : Pauline Larrieu
- Nombre d'épisodes : 1
- Saison : 2
- Biographie :

Lucia Marquez (ex-Perez) est la mère de Gabrielle. C'est une femme qui se préoccupe énormément de son apparence et opportuniste. Son premier mari, père de Gabrielle et de ses deux autres enfants, est mort d'un cancer et elle s'est vite remariée à Alejandro Perez. Il viola Gabrielle quand elle avait 15 ans, la poussant ainsi à partir poursuivre une carrière de mannequin à New York quand elle ne trouva aucun réconfort auprès de sa mère.
Lucia apparait dans la deuxième saison quand elle apprend que Gabrielle et Carlos cherchent à avoir un enfant après la fausse couche de sa fille. À la recherche d'un toit après que son dernier petit ami ait rompu avec elle, elle propose aux Solis d'être leur mère porteuse, ce que Gabrielle refuse catégoriquement sachant que sa mère les fera payer pendant des années. Gabrielle la met dehors, poussant Carlos à lui rendre visite. Lucia lui dit alors qu'elle est persuadée que Gaby n'a pas été violée mais qu'elle avait séduit Alejandro pour la rendre jalouse, poussant Lucia à lui pardonner.

### Une sœur
Gabrielle a une sœur, mais on ne l'a jamais vue et on ne sait rien sur elle. Dans l'épisode 12 de la saison 6, quand Gaby et Carlos tentent de convaincre Juanita de ses origines mexicaines, Gaby mentionne alors rapidement sa sœur.

### Un frère
Gabrielle a un frère, mais tout comme sa sœur, on ne sait rien sur lui et on ne l'a jamais vu, il est seulement mentionné dans l'épisode 12 de la saison 6, quand Gaby et Carlos tentent de convaincre Juanita de ses origines mexicaines.

### Alejandro Perez
- Interprété par : Tony Plana
- Comédien de doublage (VF) : François Dunoyer
- Nombre d'épisodes : 6
- Saisons : 1; 7 et 8
- Biographie :

Alejandro Perez (alias Ramón Sanchez) est l'ex-beau-père de Gabrielle. Deuxième mari de sa mère, il avait un penchant pour l'alcool et viola Gabrielle alors qu'elle n'avait que 15 ans. Elle partit pour New York le lendemain, sans pouvoir trouver de réconfort auprès de sa mère, persuadée que Gabrielle l'avait aguiché et volontairement couché avec lui. Il disparaît alors (se faisant passer pour mort), et réapparaît en Oklahoma, sous le nom de Ramón Sanchez, où il s'est remarié et a violé la fille de sa nouvelle épouse.
Arrivant à Wisteria Lane lorsque Gaby est adulte, il recommence à l'importuner et celle-ci doit pointer un revolver sur lui pour l'obliger à partir. Alejandro décide tout de même de revenir à Wisteria Lane le soir du dîner de bienvenue de Susan. Il est aperçu dans la rue par Bree et Chuck Vance, se dirigeant vers la maison des Solis, et surprend Gabrielle alors qu'elle est revenue seule chez elle. Alejandro menace Gaby en lui faisant croire qu'il dissimule un revolver dans sa veste. Arrivant à l'improviste, le mari de Gabrielle, Carlos Solis, le tue en voulant l'assommer. Susan, Lynette et Bree assistent à la mort d'Alejandro, et décident de cacher le corps dans une malle. Elles l'enterrent ensuite dans les bois.
- Anecdote :
  - Alejandro est apparu pour la première fois dans la 1re saison, interprété par un figurant, avant que Tony Plana soit engagé pour les saisons 7 et 8.
  - L'intrigue concernant Alejandro devait être introduite dans la 4e saison mais elle a été retardée à cause de la grève des scénaristes de 2007-2008[1].

### Juanita «Mama» Solis
- Interprétée par : Lupe Ontiveros

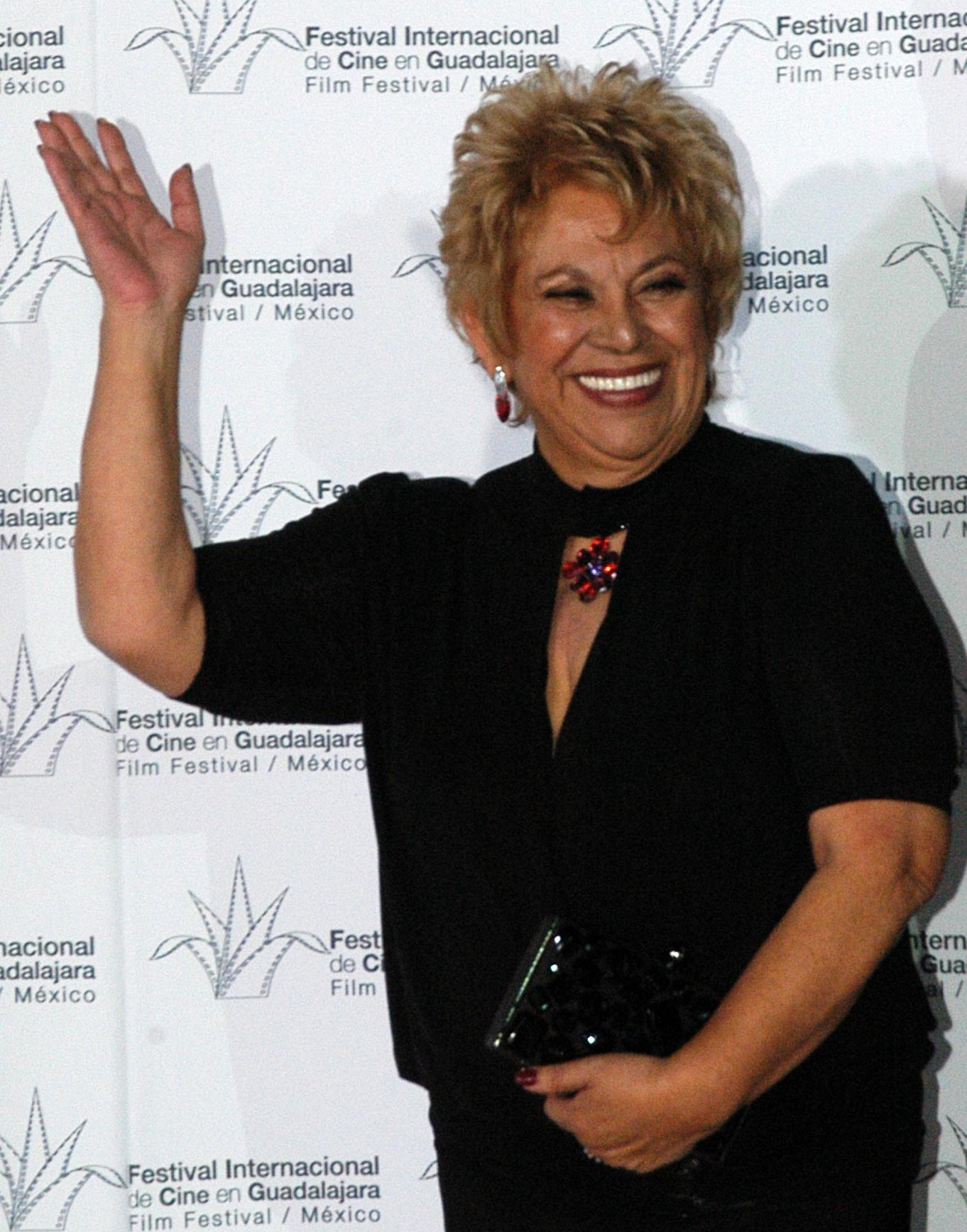
Lupe Ontiveros, interprète de Juanita Solis

- Comédienne de doublage (VF) : Thamila Mesbah
- Nombre d'épisodes : 8
- Saisons : 1 et 8
- Biographie :

Juanita « Mama » Solis est la mère de Carlos qui est convaincue que Gabrielle a une liaison avec un autre homme. Peu de temps après avoir obtenu des photographies de Gabrielle et John Rowland en train d'avoir des rapports sexuels, elle est renversée par Andrew Van de Kamp, ivre au volant, et plonge ainsi dans le coma. Cinq mois plus tard, elle se réveille en plein milieu de la nuit, alors que l'hôpital est vide : elle veut avertir Carlos de l'infidélité de sa femme mais tombe dans les escaliers, ce qui cause sa mort. Cependant, avant qu'elle ne meure, elle s'adresse à une infirmière mais celle-ci ne l'entend pas, ayant des écouteurs aux oreilles et écoutant de la musique forte.
La culpabilité d'Andrew quant à la mort de la mère de Carlos restera un secret de famille chez les Van de Kamp jusqu'à ce que Bree l'apprenne à Orson, qui décide de la quitter. Cette dernière décide alors de tout avouer à Gabrielle qui contre toute attente, ne lui en veut pas car elle détestait sa belle-mère. Elle lui reproche toutefois de lui avoir avoué la vérité, lui causant ainsi un cas de conscience : doit-elle révéler la vérité à Carlos ?
Après une absence de 156 épisodes, Mama Solis est vue dans un flashback, dans l'épisode 8.17 puis en tant que fantôme dans le 8.23.

### Connie Solis
- Interprétée par : Liz Torres

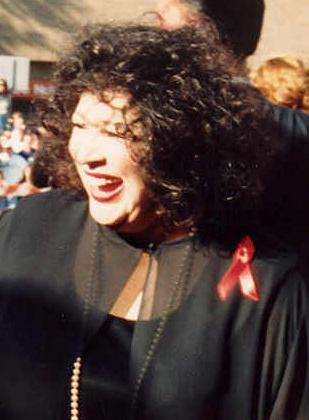
Liz Torres, interprète de Connie Solis

- Comédienne de doublage (VF) : Monique Thierry
- Nombre d'épisodes : 1
- Saison : 5
- Biographie :

Connie Solis est la tante de Carlos, qui l'hébergea lui et sa mère Juanita quand son père Diego « quitta » le domicile familial (il ne sait pas que sa mère l'a en fait tué). Lors d'une réunion de famille, elle annonce que sa santé décline et qu'elle ne pourra plus s'occuper de sa petite-fille Ana, qui part finalement vivre chez Gabrielle et Carlos.

### Grace Sanchez
- Interprétée par : Cecilia Balagot
- Nombre d'épisodes : 4
- Saison : 7
- Biographie :

Grace Sanchez est la fille de Hector et Carmen Sanchez, ils sont mexicains. Elle vit une vie paisible jusqu'à ses 7 ans et demi, où elle apprend alors que ses parents sont en fait Carlos et Gabrielle Solis. Elle a été échangée à la naissance avec Juanita Solis. Hector et Carmen sont donc les parents biologiques de Juanita. Physiquement Grace a les cheveux noirs et les yeux marron. Elle est comme sa mère Gabrielle, elle a du goût pour le luxe et se conduit comme elle.

### Ana Solis
- Interprétée par : Maiara Walsh

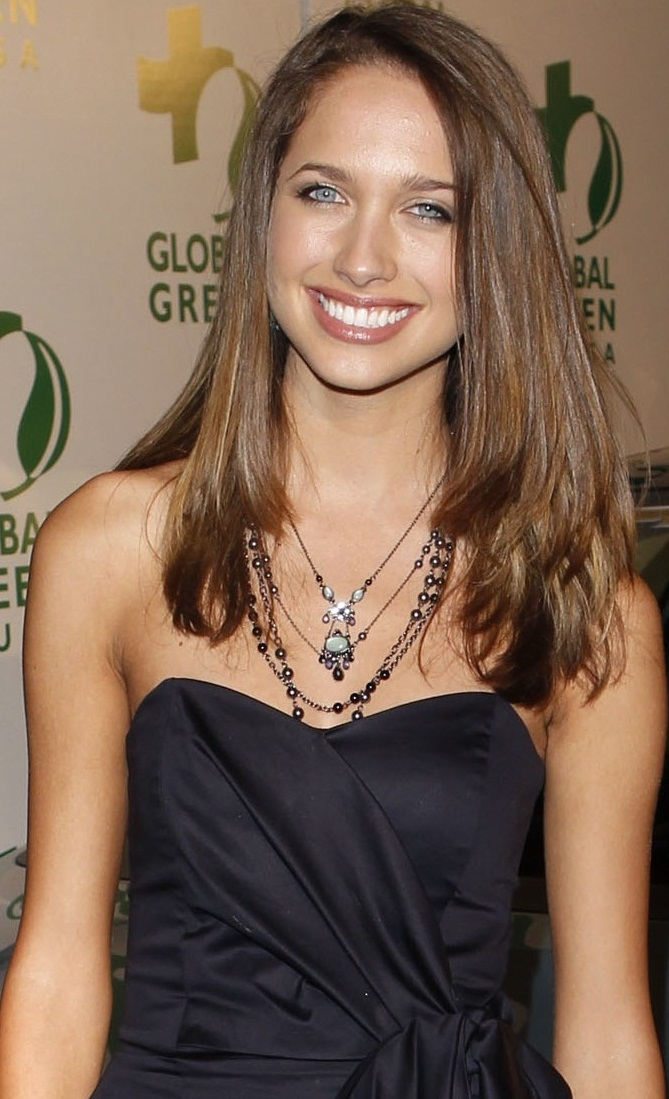
Maiara Walsh, interprète d'Ana Solis

- Comédienne de doublage (VF) : Chloé Berthier
- Nombre d'épisodes : 11
- Saisons : 5 et 6
- Biographie :

Ana Solis est la nièce de Carlos. Lui et Gabrielle l'accueillent quand sa grand-mère Connie déclare que sa santé ne lui permet plus de s'occuper d'elle. Les relations entre Ana et sa tante sont tendues, mais Gabrielle finit par accepter de devenir la tutrice officielle de sa nièce. Ana tombe amoureuse de John Rowland, l'ex-amant de Gabrielle, ce que cette dernière voit d'un mauvais œil. Dans l'épisode 12 de la saison 6, elle se rapproche de Danny Bolen. Leur couple s'officialise dans l'épisode suivant. Elle compte faire carrière dans le mannequinat, comme sa tante. Elle vit désormais a New-York où elle a commencé une carrière de mannequin qui marche très bien.

### Victor Lang
- Interprété par : John Slattery

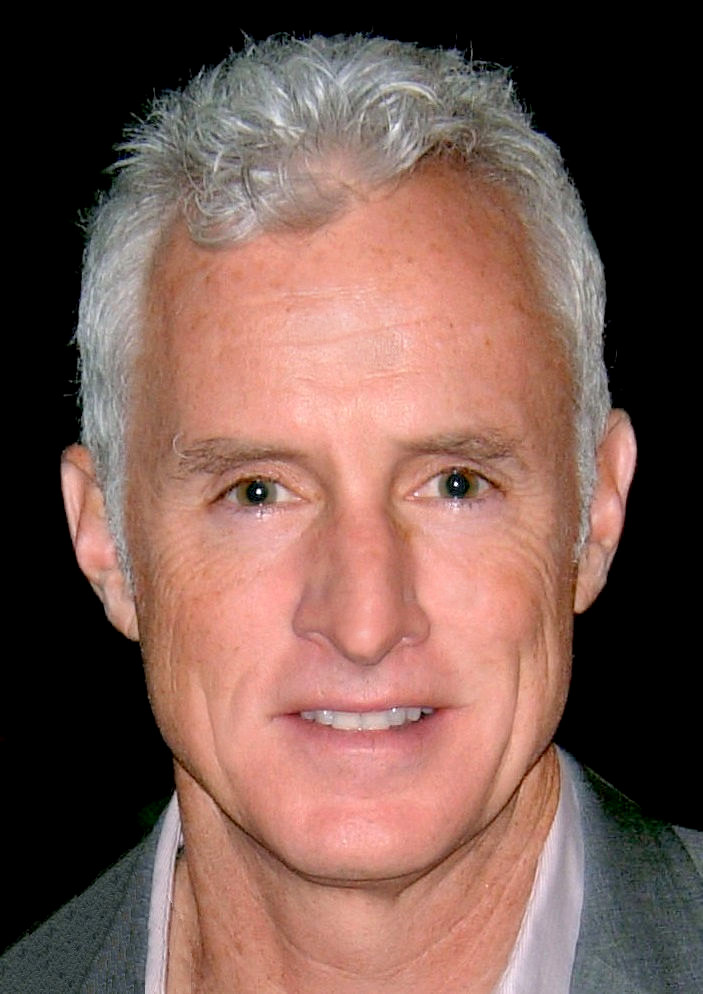
John Slattery, interprète de Victor Lang

- Comédien de doublage (VF) : Éric Legrand
- Nombre d'épisodes : 14
- Saisons : 3 et 4
- Biographie :

Victor Lang est le deuxième mari de Gabrielle. Il est candidat à la mairie de Fairview lorsqu'il aperçoit Gabrielle Solis à la sortie de boutiques et demande alors à son chauffeur de provoquer un accrochage en voiture avec elle afin de faire plus ample connaissance. Il lui donne alors un chèque de dédommagement en omettant volontairement de le signer, provoquant ainsi l'occasion de la revoir et de l'inviter à dîner. Gabrielle reste indifférente puis cède à son charme au fil des jours, d'autant qu'elle réalise que c'est un homme convoité et riche. Un soir, le couple reste enfermé dans un ascenseur, lors d'une coupure de courant et Gabrielle prend l'initiative d'une relation sexuelle avec Victor. Cependant des personnes réussissent à se procurer des clichés de la scène grâce à la caméra de vidéo surveillance et les photographies sont publiées dans le journal, ce qui compromet la victoire du candidat aux élections. Gabrielle, culpabilisant de cet incident, explique aux électeurs que ce soir là Victor l'a demandée en mariage et qu'elle a accepté. Victor Lang remporte alors la campagne et devient maire de Fairview. Victor parle de son désir d'entreprendre une nouvelle campagne pour le poste de gouverneur, ce qui n'enchante pas Gabrielle, décidée à ne plus revivre avec un mari « absent ». Victor lui promet de réfléchir avant de prendre sa décision et rassure ainsi sa compagne.
Lors du mariage, Gabrielle surprend une discussion entre Victor et son père où il révèle avoir épousé Gabrielle afin d'obtenir la faveur des électeurs latinos (bien que l'on apprenne plus tard que Victor a uniquement épousé Gabrielle par amour). Cet évènement pousse alors Gabrielle à renouer sa relation avec Carlos, lui-même ayant rompu avec Edie Britt, le jour de son mariage. Par la suite, Victor annonce à Carlos que si sa femme le trompe comme elle a fait avec lui, il n'hésitera pas à user de ses pouvoirs et relations pour faire disparaitre l'amant. Lorsqu'il apprend que sa femme le trompe, Victor l'emmène en croisière, faisant semblant d'ignorer la vérité. La croisière se termine de façon dramatique car Victor tombe du bateau et disparait en mer par la faute de Gabrielle. Il est cependant retrouvé vivant et ne désire qu'une chose, se venger. Au cours d'une violente bagarre avec Carlos, pendant qu'une tornade s'approche dangereusement de Wisteria Lane, un morceau d'une haie lui transperce le ventre, le tuant sur le coup.

## Entourage introduit dans la saison 1

### Yao Lin
- Interprétée par : Lucille Soong
- Comédienne de doublage (VF) : Claude Chantal
- Nombre d'épisodes : 7
- Saisons : 1 et 5
- Biographie :

Yao Lin est la première femme de ménage de Carlos et Gabrielle, chinoise qui fait constamment des remarques désagréables à Gabrielle, qui la force à mentir sur l'aventure qu'avaient Gabrielle et John. Quand Gabrielle admet qu'elle a de sérieux problèmes financiers, elle la vire et se met à travailler dans une boutique de cosmétique. Là, Yao Lin demande à se faire maquiller par Gabrielle afin de l'humilier. Elle fait sa dernière apparition dans le 100e épisode.

### Ashley Bukowski
- Interprétée par : Emily Christine
- Nombre d'épisodes : 3
- Saison : 1
- Biographie :

Ashley Bukowski est une fille de 9 ans qui a vu Gabrielle et John s'embrasser, ayant emménagé dans la maison voisine de celle des Solis avec sa mère, Sheila. Instinctivement, Gabrielle essaie d'acheter son silence en lui offrant une poupée. Ashley en profite pour la faire chanter et obtenir un vélo neuf.

### Jonathan Lithgow
- Interprété par : John Haymes Newton
- Nombre d'épisodes : 2
- Saison : 1
- Biographie :

Jonathan Lithgow est l'installateur du câble homosexuel de la famille Solis. Carlos le soupçonne d'avoir une liaison adultérine avec Gabrielle avant de découvrir sa sexualité.

### Père Crowley
- Interprété par : Jeff Doucette
- Comédien de doublage (VF) : Richard Leblond
- Nombre d'épisodes : 10
- Saison : 1 et 2; 4 à 6
- Biographie :

Le Père Crowley est prêtre à l'église catholique avec qui Gabrielle se montre ouvertement triviale. Il apparaît la première fois dans l'épisode 1x08, On ira pas tous au paradis où il prie pour Juanita Solis, dans le coma à ce moment. John se confesse également à lui à propos de la liaison qu'il avait avec Gabrielle. Il apparaît dans d'autres épisodes comme dans l'épisode 1x17, Il ne suffira pas d'un signe où Gabrielle lui confesse qu'elle était enceinte mais qu'elle ne savait pas qui était le père. Dans la saison 2, il apparait dans l'épisode 2x13, Deux filles amies-ennemies où Gabrielle lui demande de transférer Sœur Mary puis dans Un petit jeu plein de conséquences où il informe Gabrielle que Xiao-Mei séjournera chez eux brièvement. On le voit pour la dernière fois dans la saison 6, il préside les funérailles de Karl Mayer.

### Helen Rowland
- Interprétée par : Kathryn Harrold
- Comédienne de doublage (VF) : Anne Deleuze
- Nombre d'épisodes : 3
- Saisons : 1 et 2
- Biographie :

Helen Rowland est la mère de John. Elle apparait la première fois dans l'épisode 1x09, Vol au-dessous d’un nid de nounous où elle découvre que son fils a une affaire avec une femme de Wisteria Lane. En premier lieu, elle soupçonne Susan Mayer à qui John a parlé et arrache la robe de celle-ci, prévue pour le défilé de charité de Gabrielle. Susan ne souhaite cependant pas révéler la vérité sur la personne concernée, en l'occurrence Gabrielle. Quand Helen découvre la vérité, elle envoie John à l'université afin qu'il arrête le travail de jardinier ou plus récemment, à l'agence d'adoption, elle fait tout pour que Carlos et Gabrielle ne puissent pas adopter un enfant.

### M. Steinberg
- Interprété par : Mark L. Taylor
- Comédien de doublage (VF) : Patrice Dozier
- Nombre d'épisodes : 2
- Saison : 1
- Biographie :

M. Steinberg est le directeur de l'hôpital du Sacré-Cœur qui offre 1 600 000 $ à Gabrielle en échange de son silence sur le manque de surveillance, qui a causé la mort de Juanita.

## Entourage introduit dans la saison 2

### Ralph
- Interprété par : Alejandro Patino
- Comédien de doublage (VF) : Éric Etcheverry
- Nombre d'épisodes : 5
- Saison : 2
- Biographie :

Ralph est l'un des jardiniers de Gabrielle qui a trouvé des photos d'elle dénudée sur Internet. Il est tué, renversé par un véhicule sur l'autoroute.

### David Bradley
- Interprété par : Adrian Pasdar

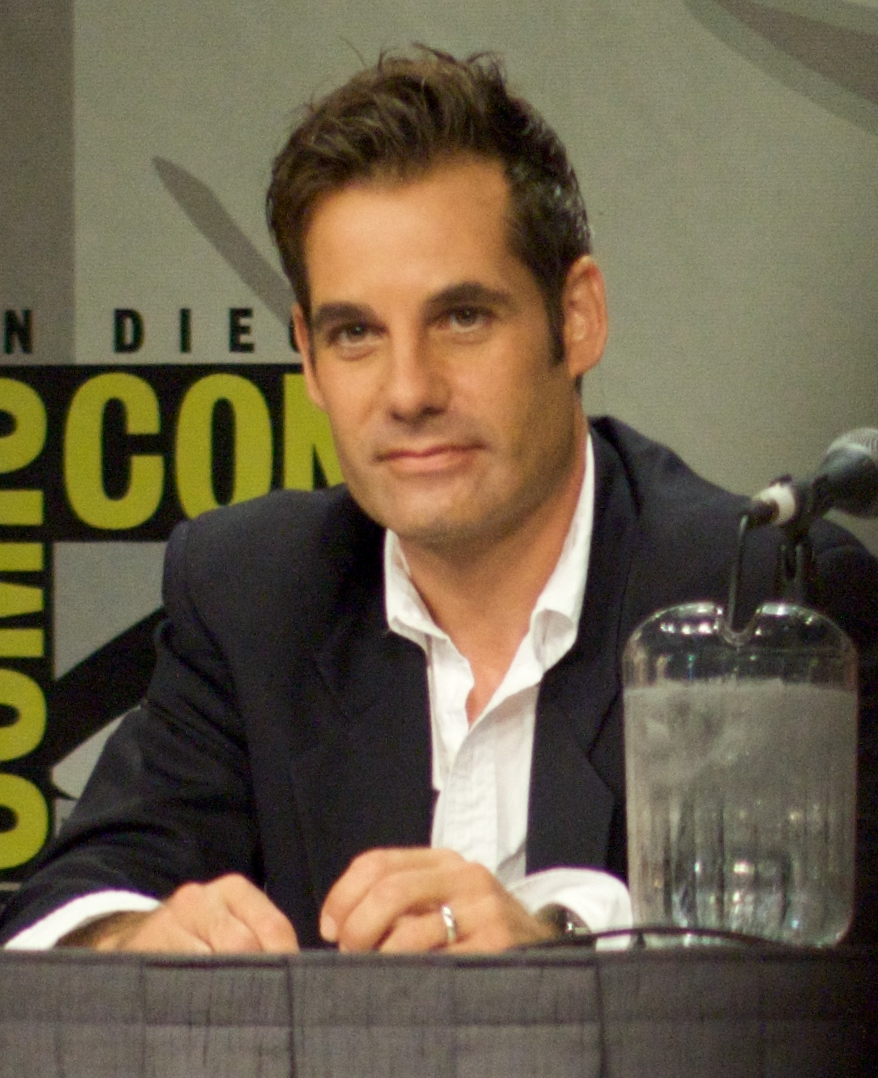
Adrian Pasdar, interprète de David Bradley

- Comédien de doublage (VF) : Jean-Pierre Michael
- Nombre d'épisodes : 3
- Saison : 2
- Biographie :

David Bradley est l'avocat embauché par Carlos pour lui demander sa libération, qui essaie de convaincre Gabrielle que son mariage est un désastre et qui souhaite coucher avec elle en contre-partie de son travail fourni pour Carlos. Finalement, un client fou lui tire une balle, le blessant.

### Vern
- Interprété par : Alec Mapa

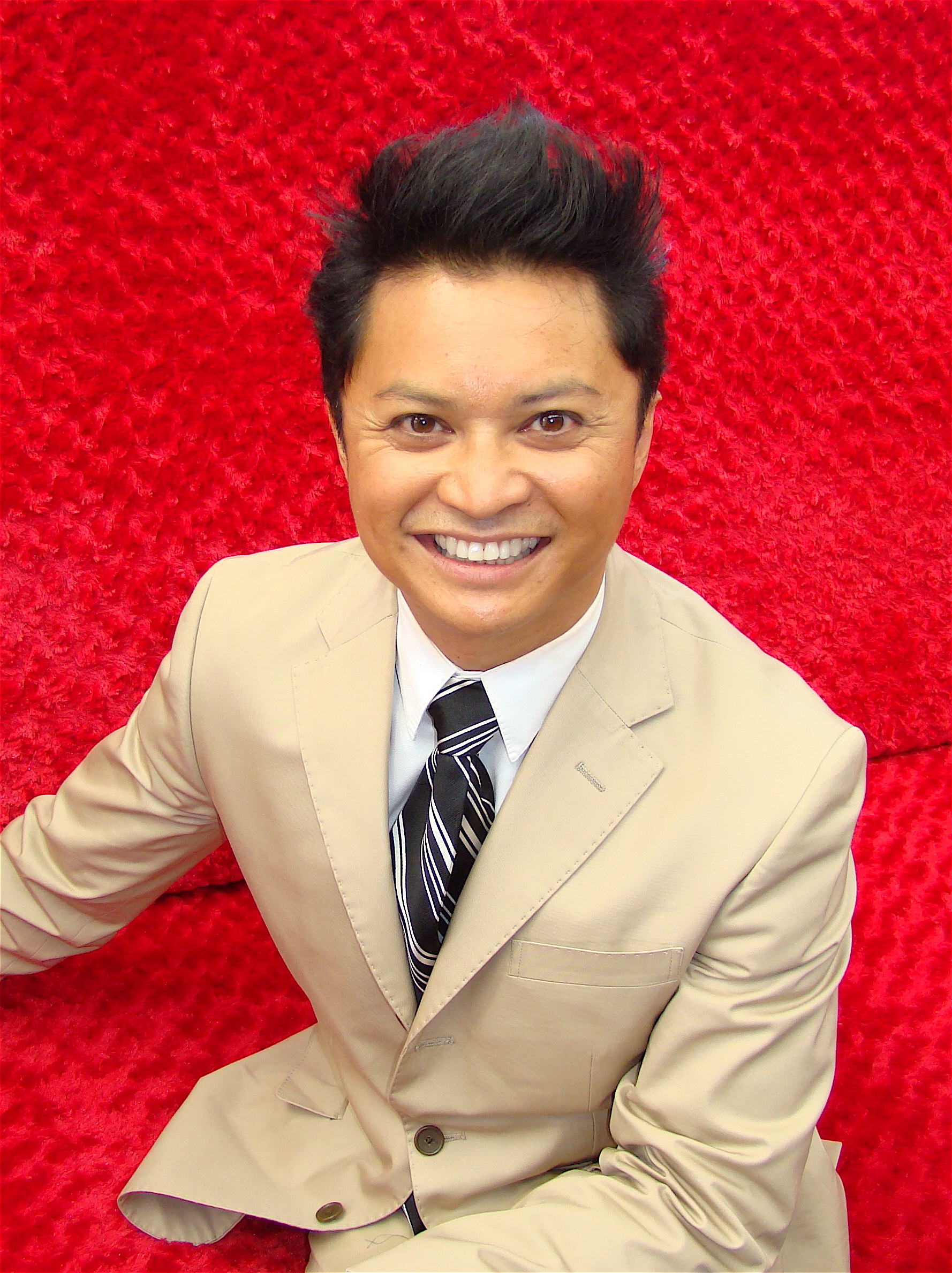
Alec Mapa, interprète de Vern

- Comédien de doublage (VF) : Yann Le Madic
- Nombre d'épisodes : 5
- Saisons : 2 et 3
- Biographie :

Vern est le vendeur personnel de Gabrielle pour les vêtements. Il trouve un travail de coaching de jeunes filles au concours de Miss Flocon de Neige.

### Luis
- Interprété par : Albert Garcia
- Nombre d'épisodes : 2
- Saison : 2
- Biographie :

Luis est un des jardiniers de Gabrielle qui a le doigt coupé alors qu'il était distrait par le corps nu de celle-ci.

### Sœur Mary Bernard
- Interprétée par : Melinda Page Hamilton
- Comédienne de doublage (VF) : Véronique Volta
- Nombre d'épisodes : 3
- Saison : 2
- Biographie :

Sœur Mary Bernard est une religieuse catholique qui permet à Carlos de sortir de prison. Jalouse, Gabrielle se montre extrêmement désagréable avec elle et celle-ci essaie de mettre en péril le mariage de Gabrielle et Carlos en insistant sur le caractère matérialiste et égoïste de Gabrielle. Cette dernière décide alors de faire un don à l'église pour financer le billet de Sœur Mary Bernard pour un voyage humanitaire en Afrique. La Sœur pousse Carlos à se rendre, de son propre gré, au Botswana pour l'accompagner.Cependant, Gabrielle fait en sorte que Carlos ne puissent pas partir. À son retour, Gabrielle ment en confessant qu'elle a vu la Sœur et son mari avoir des relations sexuelles, ainsi Sœur Mary est envoyée à Fairbanks, en Alaska pour éviter le scandale. À noter qu'elles se battront dans l'église lorsque la Sœur apprendra que c'est Gabrielle qui est à l'origine de son déplacement (Saison 2, épisode 13)

### Xiao-Mei
- Interprétée par : Gwendoline Yeo
- Comédienne de doublage (VF) : Yumi Fujimori
- Nombre d'épisodes : 9
- Saisons : 2 et 3
- Biographie :

Xiao-Mei est une jeune immigrante venue illégalement de Chine. Xiao-Mei fut vendue par son oncle à Maxine Bennett, une femme qui a invité Bree Van de Kamp lors d'un déjeuner. Après avoir été libérée par les autorités, elle est hébergée par les Solis grâce au Père Crowley. Se révélant être une excellent cuisinière, Gabrielle décide alors de l'embaucher pour remplacer Yao-Lin. Durant un court moment, les Solis ont Lily, un bébé qu'ils sont en voie d'adopter. Gabrielle profite de la présence de Xiao-Mei pour lui demander de s'occuper du bébé. Après que le bébé leur est retiré, les Solis optent pour une mère porteuse qui serait Xiao-Mei. Cette idée terrifie cette dernière qui refuse en premier lieu, de peur de se sentir perdue après la perte de sa virginité. Cependant, Xiao-Mei accepte la demande par la suite en se déshabillant face à Carlos Solis quand celui-ci vient la chercher pour l'emmener à l'hôpital. Il lui confie alors qu'il ne s'agit pas de la méthode « traditionnelle » mais de la méthode de mère porteuse.
Après que celle-ci tombe enceinte, Carlos se montre affectueux envers elle et s'oppose aux crises de Gabrielle, qui a des soupçons depuis que son mari passe plus de temps avec Xiao-Mei qu'avec elle. Ses soupçons se confirment quand, après avoir installé un moniteur bébé dans leur maison, elle capte, avec le moniteur défectueux de Lynette Scavo, les sons provenant de la maison Solis, en l'occurrence les sons de relations sexuelles entre Carlos et Xiao-Mei. Découvrant cet adultère, Gabrielle chasse Carlos de chez elle mais oblige Xiao-Mei à rester jusqu'à la fin de la grossesse. Au mariage de Bree, Xiao-Mei perd les eaux et est conduite à l'hôpital. C'est alors que les Solis découvrent que le bébé est de couleur noire. Le directeur de l'hôpital les informe qu'il s'agit d'une erreur médicale, l'embryon d'une autre mère ayant été implanté. Carlos et Gabrielle louent par la suite un appartement pour Xiao-Mei à Chinatown afin qu'elle commence une nouvelle vie. 

### Eugene Beale
- Interprété par : John Kapelos
- Nombre d'épisodes : 4
- Saison : 2
- Biographie :

Eugene Beale est propriétaire d'une agence d'adoption qui s'occupe du cas de Carlos et Gabrielle en contre-partie d'une forte somme d'argent. Après quelques difficultés pour trouver une mère biologique qui corresponde aux goûts de Gabrielle, Eugene leur proposa finalement Libby Collins.

### Libby Collins
- Interprétée par : Nichole Hiltz
- Comédienne de doublage (VF) : Stéphanie Lafforgue
- Nombre d'épisodes : 3
- Saison : 2
- Biographie :

Libby Collins est une Go-Go dancer qui offre son bébé à Carlos et Gabrielle mais qui a quelques réticences quant au fait qu'ils sont originaires du Mexique. Cependant, elle prétend ne pas aimer les mexicains afin que Carlos et Gabrielle lui achètent des cadeaux en échange de son bébé. Elle accepte finalement de le leur « vendre » mais après une courte période, elle revient sur sa décision, c'est-à-dire garder le bébé.

### Frank Helm
- Interprété par : Eddie McClintock

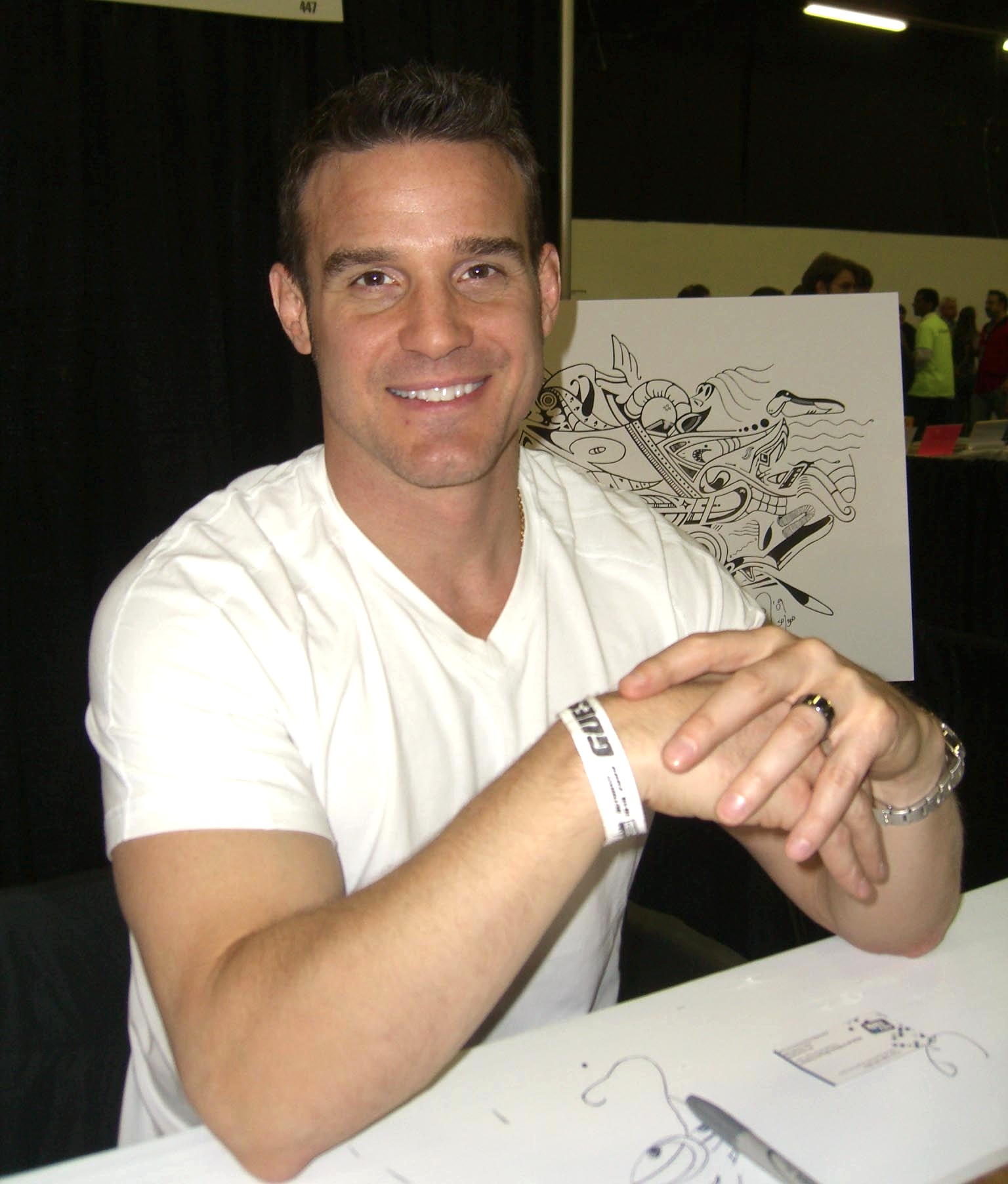
Eddie McClintock, interprète de Frank Helm

- Comédien de doublage (VF) : Vincent Barazzoni
- Nombre d'épisodes : 3
- Saison : 2
- Biographie :

Frank Helm est le petit ami de Libby veut élever le bébé avec eux, bien qu'il ne soit pas le père biologique, lequel est le frère de Frank, Dale.

### Lily Collins
- Interprétée par : Faith et Hope Dever
- Nombre d'épisodes : 2
- Saison : 2
- Biographie :

Lily Collins est le bébé de Gabrielle et Carlos adopté durant une courte période dans la saison 2 dont la mère biologique est Libby. Le bébé est ensuite repris par décision de Libby et Frank, ce qui cause le désespoir de Gabrielle.

## Entourage introduit dans la saison 3

### Amy Pearce
- Interprétée par : Juliette Goglia
- Nombre d'épisodes : 2
- Saison : 3
- Biographie :

Amy Pearce est une des filles que Gabrielle et Vern entraînent pour le concours de Miss Flocon de Neige. Elle est la fille de Bill mais même après que l'amitié d'Amy et Sheri a été brisée, Gabrielle continue de voir Bill.

### Bill Pearce
- Interprété par : Mark Deklin

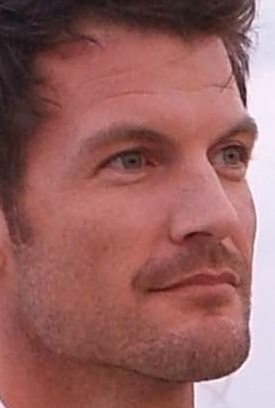
Mark Deklin, interprète de Bill Pearce

- Comédien de doublage (VF) : Pierre-François Pistorio
- Nombre d'épisodes : 2
- Saison : 3
- Biographie :

Bill Pearce rencontra Gabrielle par sa fille, Amy, qui suivait les cours de beauté de Gabrielle. Gabrielle et lui commencent une relation, mais quand Bill trouve Peggy, la fleuriste, enfermée dans une pièce de la boutique, il croit Gabrielle folle et décide de rompre avec elle avant de libérer Peggy qui lui annonce qu'elle était libre pour un rendez-vous. En vérité, Gabrielle avait enfermé la fleuriste pour trouver qui était l'inconnu qui lui avait envoyé des fleurs.

### Sherri Maltby
- Interprétée par : Chloë Moretz

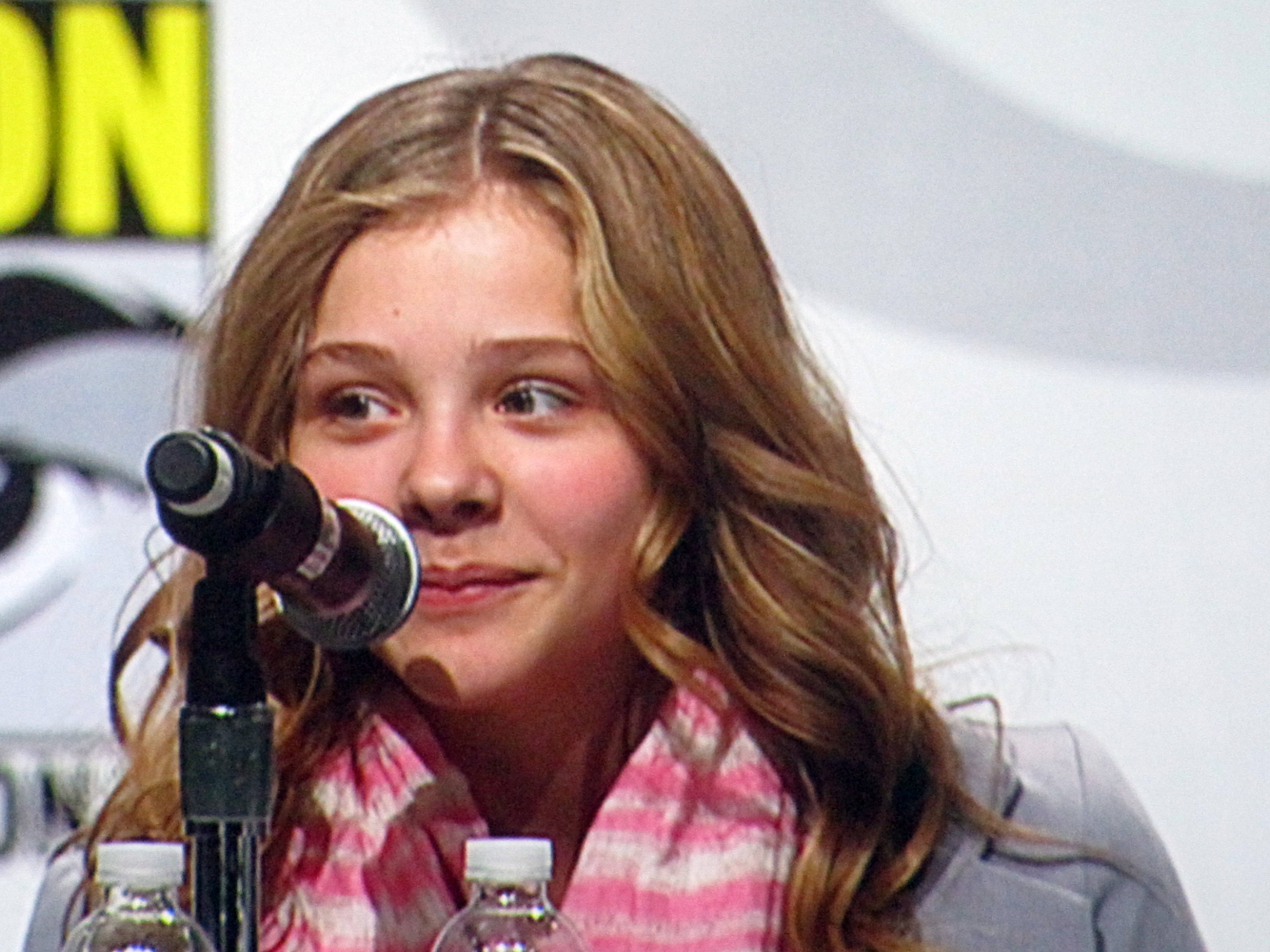
Chloë Moretz, interprète de Sherri Maltby

- Comédienne de doublage (VF) : Lisa Caruso
- Nombre d'épisodes : 2
- Saison : 3
- Biographie :

Sherri Maltby est la meilleure amie d'Amy Pearce. Elles ont pour projet de faire se marier leurs parents pour devenir sœurs. Cependant, tout cela change quand Gabrielle prend connaissance de la situation et brise l'amitié entre elles. Elle gagne le concours de Miss Flocon de Neige parce que Zach a soudoyé le jury.

### Milton Lang
- Interprété par : Mike Farrell

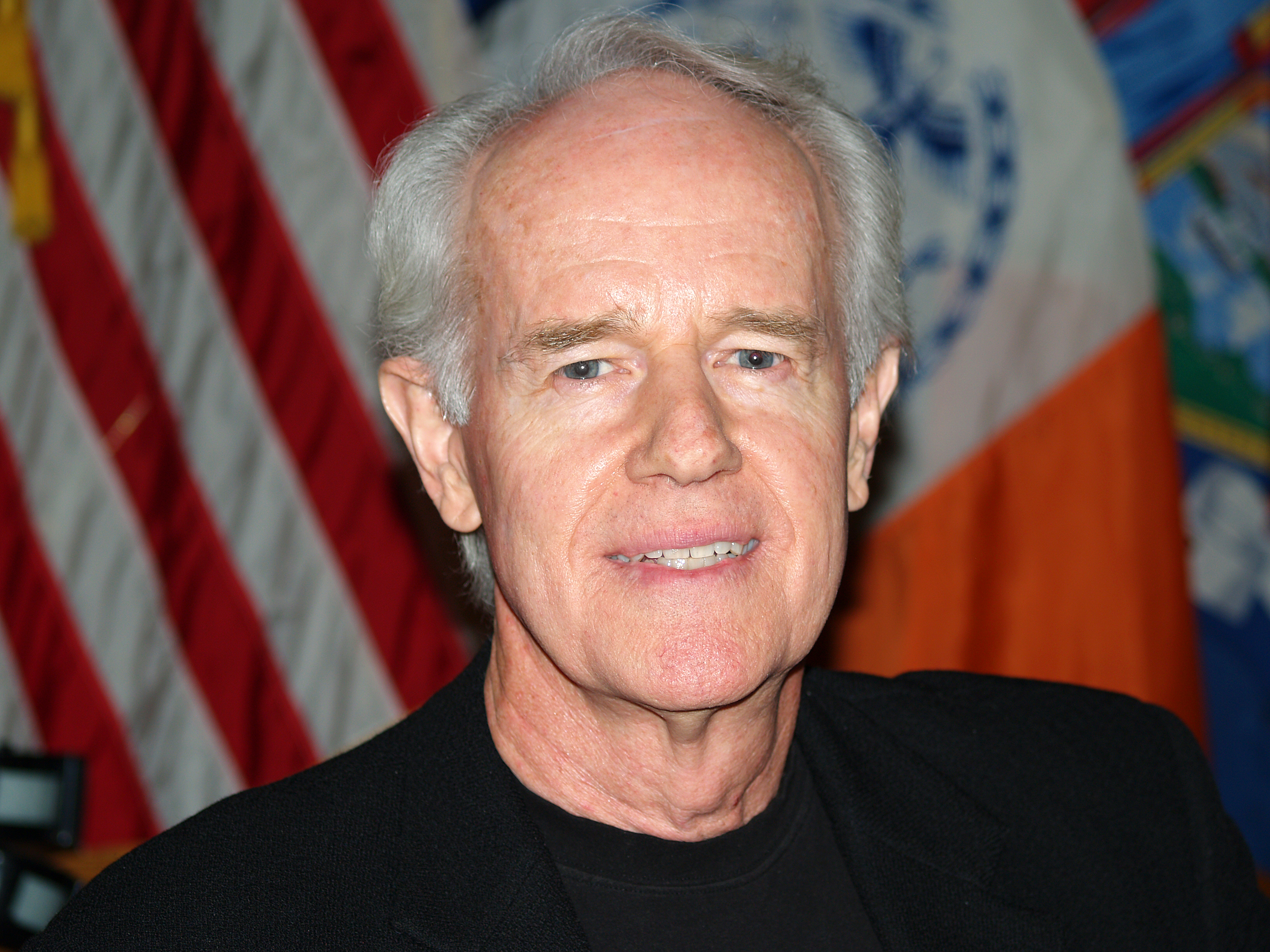
Mike Farrell, interprète de Milton Lang

- Comédien de doublage (VF) : Michel Paulin
- Nombre d'épisodes : 3
- Saisons : 3 et 4
- Biographie :

Milton Lang est le père de Victor qui lui demanda d'épouser Gabrielle afin de récupérer les voix des latinos et devenir gouverneur. Quand il apprend que Gabrielle s'apprête à quitter son fils, il lui propose une somme d'argent conséquente pour qu'elle reste avec lui le temps de la campagne pour devenir gouverneur. Il retire Gabrielle du testament de Victor quand il apprend ses infidélités avec Carlos. 

## Entourage introduit dans la saison 4

### Ellie Leonard
- Interprétée par : Justine Bateman

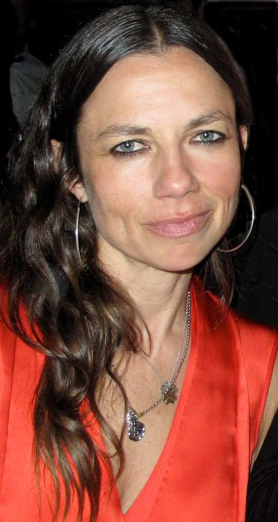
Justine Bateman, interprète d'Ellie Leonard

- Comédienne de doublage (VF) : Ivana Coppola
- Nombre d'épisodes : 5
- Saisons : 4 et 8
- Biographie :

Ellie Leonard est une jeune femme à qui Gaby et Carlos ont loué une chambre dans leur maison mais il s'avère qu'Ellie est une dealeuse. Un soir, Gabrielle remarque que plusieurs hommes défilent depuis la chambre d'Ellie. Gaby croit d'abord que leur occupante est une prostituée mais cette dernière leur affirme qu'elle est tatoueuse. Ce n'est seulement qu'un après-midi où Ellie part se promener avec Carlos, que Gaby découvre un paquet de drogue caché sous le lit d'Ellie. Les Solis sont alors contraints de la dénoncer car Carlos ne peut plus se permettre d'avoir d'ennuis avec la justice. Néanmoins, quand la police vient pour l’arrêter, Gabrielle lui permet de s'échapper. Elle court se cacher dans la maison de Katherine qui est justement prise en otage. Elle meurt peu après, tuée par l'ex-mari de Katherine Mayfair, Wayne Davis.
Ellie fait une dernière apparition à la fin du dernier épisode de la saison 8, comme fantôme observant le départ de Susan, aux côtés de Karl Mayer et Nora Huntington.

## Entourage introduit dans la saison 5

### Virginia Hildebrand
- Interprétée par : Frances Conroy
- Comédienne de doublage (VF) : Anne Rochant
- Nombre d'épisodes : 3
- Saison : 5
- Biographie :

Virginia Hildebrand est une vieille femme cliente de Carlos au moment où il est masseur. Carlos lui a déclenché un orgasme en la massant et Gabby, en l'apprenant devient jalouse. Par la suite, Virginia ne cesse d'acheter les Solis grâce à sa fortune. Au début Gabrielle est enchantée de retrouver la vie luxueuse mais la vieille femme est de plus en plus intrusive dans la vie des Solis, ce qui finit par énerver Gabrielle  qui la repousse. Elle échappe de peu à la mort lors de l'incendie du White Horse (05x08 Acte de bravoure), sauvée par Gabrielle.

### Bradley Scott
- Interprété par : David Starzyk
- Comédien de doublage (VF) : Stéphane Bazin
- Nombre d'épisodes : 4
- Saisons : 5 et 8
- Biographie :

Bradley Scott était le patron de Carlos. Gabby le prit en train d'embrasser une autre femme et depuis, le fait chanter pour avoir de l'argent. Bradley avoue à sa femme Maria qu'il avait une liaison et celle-ci le tue avec un couteau.
Bradley fait une dernière apparition à la fin du dernier épisode de la saison 8, comme fantôme observant le départ de Susan, aux côtés de Martha Huber et Alma Hodge.

### Maria Scott
- Interprétée par : Ion Overman
- Comédienne de doublage (VF) : Malvina Germain
- Nombre d'épisodes : 3
- Saison : 5
- Biographie :

Maria Scott était la femme du défunt Bradley Scott après l'avoir tué parce qu'il avait une liaison. 

### Lucy Blackburn
- Interprétée par : Lesley Boone (en)
- Comédienne de doublage (VF) : Brigitte Virtudes
- Nombre d'épisodes : 2
- Saison : 5
- Biographie :

Lucy Blackburn est l'ex-copine de Carlos et aujourd'hui son employé. Elle n'inspire pas confiance à Gaby qui use rapidement de son influence pour faire embaucher sa meilleure amie, Lynette, dans le but de surveiller Carlos et Lucy.

## Entourage introduit dans la saison 7

### Carmen et Hector Sanchez

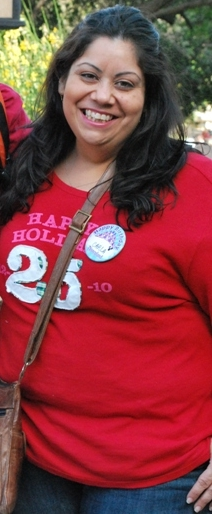
Carla Jimenez, interprète de Carmen Sanchez

- Interprétés par : Carla Jimenez et Rolando Molina
- Comédiens de doublage (VF) : Annabelle Roux (Carmen)
- Nombre d'épisodes : 4 (Carmen); 2 (Hector)
- Saison : 7
- Biographie :

Carmen et Hector Sanchez sont clandestins et parents adoptifs de Grace Sanchez. Leur vraie fille est Juanita. Ils doivent s'enfuir dans le 7.09, recherchés par la police.

## Entourage introduit dans la saison 8

### Claudia et Marisa Sanchez
- Interprétées par : Justina Machado (Claudia) et Daniela Bobadilla (Marisa)
- Nombre d'épisodes : 2
- Saison : 8
- Biographie :

Claudia et Marisa Sanchez sont la femme et la belle fille de Ramón (en fait Alejandro). Celui-ci avait violé Marisa comme il l'avait fait avec Gabrielle. Susan leur rend visite quatre mois après la mort d'Alejandro pour soulager sa culpabilité mais elle parait étrange aux yeux de Claudia après qu'elle a dit à Marisa que son beau-père ne lui ferait plus jamais de mal. Elles vont à Wisteria Lane et s'expliquent avec Gabrielle. Au début, Claudia refuse de croire que son mari était pédophile mais lorsque sa fille le confirme, elle accepte la vérité. Elles quittent Wisteria Lane sans savoir le sort d'Alejandro.
Néanmoins, Claudia informe discrètement Gaby qu'elle a compris que la tâche soi-disant de vin sous la moquette, est en réalité du sang d'Alejandro. Claudia dit aussi que Gaby devrait se débarrasser de la tâche. Claudia est soulagée par ce qu'elle pense que Gaby a fait à Alejandro.

### Carmen Verde
- Interprétée par : Roselyn Sánchez
- Nombre d'épisodes : 1
- Saison : 8
- Biographie :

Carmen Verde est la jardinière que Carlos engage pour rendre Gabrielle jalouse, celle-ci passant trop de temps à son travail. Elle est en quelque sorte l'équivalent féminin de John Rowland, ex-jardinier des Solis avec qui Gaby entama une liaison dans la saison 1.
- Anecdote :
  - Le personnage de Carmen fait partie de la série Devious Maids, également créée par Marc Cherry, diffusée depuis l'été 2013 sur la chaîne Lifetime.

## Animaux

### Rufus
Rufus est le chat des Solis à partir de l'épisode 16 de la saison 8.